# Cnestis urens
Cnestis urens är en tvåhjärtbladig växtart som beskrevs av Ernest Friedrich Gilg. Cnestis urens ingår i släktet Cnestis och familjen Connaraceae. Inga underarter finns listade i Catalogue of Life.